# Anahata
Anahata je četvrta glavna čakra prema tradiciji joge i hinduizma. Predstavlja prsno središte, a zove se još i srčana čakra. U prijevodu, anahata znači neoštećen ili neokrnjen.

## Opis
Anahata čakra se nalazi u prsnom košu, na visini srca ali u sredini prsa.
Anahata čakra se povezuje s mogućnošću donošenja odluke koje su izvan domene karme. U čakrama ispod anahate, Manipura, Swadhisthana i Muladhara, čovjek je vezan zakonima karme. U anahata čakri, čovjek donosi odluke "slijedeći srce", a ne zbog ne ispunjenih emocija ili prirode strasti. 
Anahata spaja donje tri čakre s gornje tri. Donje tri čakre su povezane s instiktima, a gornje tri predstavljaju višu ljudsku svijest. Davidova zvijezda u anahata čakri je sastavljena od dva trokuta, od kojih jedan gleda prema gore, a drugi prema dolje. Trokut prema gore predstavlja boga Šivu - on je svijest, a trokut prema dolje je Šakti - božanska pramajka i ona je energija.
Srčana čakra omogućuje ljubav, suosjećanje, milosrđe. Pravilan rad srčane čakre čovjeku pruža otvorenu komunikaciju s drugima, bez pretvaranja i poziranja, prihvaćanje drugih osoba i njihovih stavova, ideja i razmišljanja.

Smetnje kod srčena čakre se uočavaju u egoizmu, ne jednakomjernom uzimanju i davanju, prevelikom jačanju ja karaktera.

Anahata prati rad srca i pluća, i djeluje na imunološki sustav preko prsne žlijezde. Slabiji protok energije može uzrokovati astme, alergije, zarazne bolesti, srčane tegobe, tegobe u disanju. 

Anahata djeluje i na kožu jer ona predstavlja dodir s vanjskim svijetom.
Anahata čakra je sjedište za Jivatman.

## Simbolizam
Anahata čakra povezana je sa sljedećim elementima:
- Bogovi: Vayu, Isa i Kakini
- Element: zrak
- Boja: zelena
- Mantra: YAM
- Životinje: antilopa, golub, ptice
- Dijelovi tijela: srce, pluća, krvotok, koža, ruke, krv
- Simbol: Davidova zvijezda

## Vježbe
Dvije grane joge su odgovorne za srčanu čakru, Anahata joga i Bhakti. Osim toga i određene asane, pranayama i Ajapa Japa (ponavljanje svete mantre).

## Druge usporedbe
U enokrinom sustavu, Anahat je povezana s prsnom žlijezdom iliti timus. Timus proizvodi bijele krvne stance limfocite, oni su dio imunološkog sustava i sudjeluju u borbi sa zarazom i sl.
U kabbali se ovo središte u drvetu života označava s Tiphereth, ono je središte ljubavi, ozdravljenja i Isusa Krista.

## Alternativna imena
- Tantra: Anahata-Puri, Dwadasha, Dwadashadala, H'idayambhoja, Hridabja, Hridambhoja, Hridambuja, Hridaya, Hridaya Kamala, Hridayabja, Hridayambuja, Hridayasarasija, Hrit Padma, Hritpankaja, Hritpankeruha, Hritpatra, Hritsaroruha, Padma-Sundara, Suryasangkhyadala
- Vede: Dwadashara Chakra, Fourth Chakra, Hridaya Chakra

## Vanjske poveznice
- Anahata čakra na adishakti.org
- Anahata čakra - položaj  Arhivirana inačica izvorne stranice od 27. rujna 2007. (Wayback Machine)
- Anahata čakra na Kheper.net  Arhivirana inačica izvorne stranice od 26. prosinca 2010. (Wayback Machine)